# Jolanda Tokkie
Jolanda Tokkie (Leida, 10 dicembre 1962) è un'ex cestista olandese.

## Carriera
Con i Paesi Bassi ha disputato i Campionati europei del 1985.